# Нитрид ванадия
Нитрид ванадия — бинарное неорганическое соединение металла ванадия и азота с формулой VN, жёлтые кристаллы, не растворимые в воде, очень тугоплавкие.

## Получение
- Нагревание ванадия в атмосфере азота:

{\displaystyle {\mathsf {2V+N_{2}\ {\xrightarrow {700^{o}C}}\ 2VN}}}
- Действие аммиака на оксид-трихлорид ванадия при нагревании:

{\displaystyle {\mathsf {3VOCl_{3}+5NH_{3}\ {\xrightarrow {T}}\ 3VN+3H_{2}O+9HCl+N_{2}}}}
- Взаимодействие аммиака с раскалённым ванадием:

{\displaystyle {\mathsf {2V+2NH_{3}\ {\xrightarrow {1000^{o}C}}\ 2VN+3H_{2}}}}

## Физические свойства
Нитрид ванадия образует жёлтые кристаллы 
кубической сингонии, пространственная группа F m3m, параметры ячейки a = 0,41328 нм, Z = 4. Имеет структуру галита.
Не растворяется в воде.

## Химические свойства
Нитрид ванадия химически устойчив, разрушается только при кипячении с азотной кислотой и растворами щелочей с выделением аммиака.